# 世界语者
世界语者是對於讲世界语的人之称谓。根據布伦宣言，世界语者是所有懂得并使用世界语的人，不論其使用世界语的原因或目的。
有些世界语的使用者不喜欢“Esperantisto”一词（直譯為“世界语者”）。他们争辩说，依照词典定義，'ist'是指與职业、或者是意识形态地与某事联系起来的意思；然而讲世界语的人通常不會涉及上述意義，人们谈论世界语主义已经是許久以前的事了。此外，這些世界语使用者提醒道：讲英语（English language）或西班牙语（Spanish language）的人不一定都被稱為英语者（English person）或西班牙语者（Spanish person）—那么，如果某人只是会使用世界语，而不是研究该语言的話，也会因此被混為一談，而被称為“Esperantisto”（世界语者）。同样的问题也存在于其它民族语中，存在一些字，詞義一面的意義类似于“英语者”、另一面則是指“屬於某民族者”；因此，有的人更倾向“讲世界语的人”的概念，同样讲意大利语的人只是能讲该语言。此外，人们也使用esperantano、esperantulo和esperanto等一些表人的词缀。
以拉丁语的習慣來講，这意谓着该人的兴趣是研究并使用这一语言，而非視其為母语。
对某些讲世界语的人，布伦宣言的定义也不充分；尤里·巴基宣称：做为世界语者意谓的不只是擁有世界語的语言知识；它是一種必要性、是一种使命、是對更美好世界的渴望。真正的世界语者不是後天成為的，而是与生俱来的，他在学这一语言之前就已经是世界语者了。
以世界语为母语的人被称为世界语母语者。

## 世界语者
第一个世界语的杂志就叫 世界语者。 -(Esperantisto)

## 中国大陆著名世界语者
- 蔡元培
- 巴金
- 楚图南
- 胡愈之
- 陈原
- 方善境
- 叶君健
- 叶籁士
- 周尧
- 苏阿芒
- 李士俊
- 王崇芳
- 胡国柱
- 绿川英子

## 台灣著名世界语者
- 連溫卿
- 莊松林

## 外部連結
- 100 eminentaj esperantistoj "100 eminent Esperantists" （世界文）

1. ↑  https://web.archive.org/web/20140506075349/http://aktuale.info/en/biblioteko/dokumentoj/1905